# Троянда (плоска крива)

Деякі приклади троянд, що мають рівняння в полярній системі координат при різних значеннях.

Троянда (також крива Гвідо Гранді:стор.302, або родонія) — плоска крива, яка в полярній системі координат задана рівнянням:
{\displaystyle \rho =a\cdot \sin k\varphi \quad } або {\displaystyle \quad \rho =a\cdot \cos k\varphi .}
Тут {\displaystyle a} та {\displaystyle k} — сталі, які відповідно визначають розмір та кількість пелюсток троянди.
Назву «rhodonea» кривим дав італійський математик Ґвідо Ґранді за їх схожість з пелюстками квітів; він вивчав їх у 1723—1728 роках і описав в своїй роботі «Flores geometrici» (1728).
Троянди є окремим випадком сімейства синусоїдальних спіралей, а також епі- та гіпотрохоїд.

## Рівняння
- В полярній системі координат крива описується рівнянням у вигляді:

{\displaystyle \rho =a\cdot \cos k\varphi }
Тут {\displaystyle a} і {\displaystyle k} — сталі, що визначають розмір (a) і кількість пелюсток (k) даної троянди; числа {\displaystyle p} та {\displaystyle q}  — взаємно прості, тобто НСД {p;q} = 1.
При цьому, початок координат {\displaystyle O(0,0)} — полюс, багатократна вузлова точка, а одна з пелюсток троянди орієнтована вздовж осі {\displaystyle Ox}.
Рівняння троянди в полярній системі координат можна також записати через функцію синуса:
{\displaystyle \rho =a\cdot \sin k\varphi .}
Зокрема,
{\displaystyle \sin(k\theta )=\cos \left(k\theta -{\frac {\pi }{2}}\right)=\cos \left(k\left(\theta -{\frac {\pi }{2k}}\right)\right)}.
Таким чином, троянда, що задана рівнянням r = a· sin(kφ) є ідентичною до кривої, що задана рівнянням r = a· cos(kφ), але повернутою відносно полюса проти годинникової стрілки на кут π/2k радіан, що становить чверть періоду синусоїди.
При цьому, одна з пелюсток троянди орієнтована вздовж осі {\displaystyle Oy}.
- Рівняння троянди в декартовій системі координат в параметричному виді має вигляд:

{\displaystyle {\begin{cases}x(t)=a\cdot \cos kt\cdot \cos t\\y(t)=a\cdot \cos kt\cdot \sin t\end{cases}}}
- Троянда, що задана полярним рівнянням r = a· sin(kφ) може бути представлена в декартовій системі координат рівнянням в неявному виді:[3]:стор.163

{\displaystyle {\begin{aligned}a^{q}\cdot &\left({\binom {p}{1}}\cdot x^{p-1}y-{\binom {p}{3}}\cdot x^{p-3}y^{3}+{\binom {p}{5}}\cdot x^{p-5}y^{5}-\cdots \right)=\,\\&={\binom {q}{1}}\cdot (x^{2}+y^{2})^{\frac {p+1}{2}}\cdot (a^{2}-(x^{2}+y^{2}))^{\frac {q-1}{2}}-{\binom {q}{3}}\cdot (x^{2}+y^{2})^{\frac {p-1}{2}}\cdot (a^{2}-(x^{2}+y^{2}))^{\frac {q-3}{2}}+\cdots \end{aligned}}}
Дане рівняння буде раціональним (а крива алгебричною), якщо числа {\displaystyle p} та {\displaystyle q}  — обидва непарні. В цьому випадку степінь рівняння, а отже, і порядок кривої дорівнює p + q.
Якщо одне з чисел {\displaystyle p} або {\displaystyle q} є парним, то рівняння буде раціональним тільки після підведення обох його частин до квадрату. В цьому випадку степінь рівняння, а отже, і порядок кривої дорівнює 2·(p + q).

## Метричні характеристики
Нехай троянда задана в полярній системі координат рівнянням r = a· cos(kφ) або r = a· sin(kφ), де k — натуральне число. Тоді:
- Довжина дуги однієї пелюстки троянди:[2]

{\displaystyle \ell ={\frac {2a}{k}}\cdot \mathrm {E} \left({\sqrt {1-k^{2}}}\right)}
де {\displaystyle \mathrm {E} (k)} — повний еліптичний інтеграл другого роду.
Також:
{\displaystyle \ell =2a\cdot \int _{0}^{\frac {\pi }{2}}{\sqrt {1-\left(1-{\frac {1}{k^{2}}}\right)\cdot \sin ^{2}t}}\,dt\,\approx a{\sqrt {2}}\cdot {\sqrt {1+k^{2}}}.}
- Площа области, що обмежена трояндою:[5]

{\displaystyle {\begin{aligned}{\frac {1}{2}}\int _{0}^{2\pi }(a\cos(k\varphi ))^{2}\,d\varphi &={\frac {a^{2}}{2}}\left(\pi +{\frac {\sin(4k\pi )}{4k}}\right)={\frac {\pi a^{2}}{2}}&&\quad {\text{для парних }}k\\[8px]{\frac {1}{2}}\int _{0}^{\pi }(a\cos(k\varphi ))^{2}\,d\varphi &={\frac {a^{2}}{2}}\left({\frac {\pi }{2}}+{\frac {\sin(2k\pi )}{4k}}\right)={\frac {\pi a^{2}}{4}}&&\quad {\text{для непарних }}k\end{aligned}}}
При парних k троянда має 2k пелюсток, а при непарних k кількість пелюсток дорівнює k; отже, площа области, що обмежена однією пелюсткою троянди дорівнює πa2/4k.

## Властивості та особливості форми
- Вся крива розташовується всередині кола радіуса {\displaystyle a} і в разі {\displaystyle k>1} складається з однакових за формою та розміром пелюсток.
- Якщо {\displaystyle k={\frac {p}{q}}} — раціональне число (зокрема і натуральне), то троянда є алгебричною кривою порядку p + q, якщо числа {\displaystyle p} та {\displaystyle q}  — обидва непарні; та порядку 2·(p + q), якщо одне з них — парне.

Кількість різних троянд одного й того ж порядку {\displaystyle m}, у випадку, коли {\displaystyle m} кратне чотирьом, дорівнює значенню функції {\displaystyle \pi (m)}, що визначає кількість простих чисел, менших за {\displaystyle m}.:стор.164
Якщо {\displaystyle m} ділиться лише на 2, то кількість троянд порядку {\displaystyle m} дорівнює
{\displaystyle \pi (m)+\pi \left({\frac {m}{2}}\right)}. 
Зокрема, кількість троянд 4-го порядку дорівнює {\displaystyle \pi (4)=2\quad \left(k=3,k={\frac {1}{3}}\right)}; 
 кількість троянд 6-го порядку дорівнює {\displaystyle \pi (6)+\pi (3)=4\quad \left(k=2,k={\frac {1}{2}},k=5,k={\frac {1}{5}}\right)}

### Пелюстки
Кількість пелюсток троянди залежить від значення  модуля {\displaystyle k}:

### — натуральне число

Приклади троянд з натуральним модулем

### k{\displaystyle k}—натуральне число
- Приклади троянд {\displaystyle r=\cos(k\varphi )}з натуральним модулем {\displaystyle k=n=2,3,4,5}Якщо {\displaystyle k=n} — натуральне число, то троянда має {\displaystyle k} пелюсток, якщо {\displaystyle k} непарне і {\displaystyle 2k} пелюсток, — якщо парне. 
 Пелюстки не перекривають одна одну; початок координат (полюс) є вузловою точкою, відповідно {\displaystyle k}-го або {\displaystyle 2k}-го порядку.

#### Окремі випадки
- Чотирипелюсткова троянда (квадрифолій)

{\displaystyle \rho =a\cdot \cos 2\varphi \quad } або {\displaystyle \quad \rho =a\cdot \sin 2\varphi .}
Троянда з модулем k = 2; має 2k = 4 пелюсток, вершини яких є вершинами квадрата. Має центр симетрії. 
В декартовій  системі координат крива має рівняння (косинус- та синус варіанти відповідно):
{\displaystyle \left(x^{2}+y^{2}\right)^{3}=a^{2}\left(x^{2}-y^{2}\right)^{2}}
та
{\displaystyle \left(x^{2}+y^{2}\right)^{3}=4\left(axy\right)^{2}}.
- Трипелюсткова троянда (трифолій)

{\displaystyle \rho =a\cdot \cos 3\varphi \quad } або {\displaystyle \quad \rho =a\cdot \sin 3\varphi .}
Троянда з модулем k = 3; має k = 3 пелюстки, вершини яких є вершинами рівностороннього трикутника. 
В декартовій  системі координат крива має рівняння (косинус- та синус варіанти відповідно):
{\displaystyle \left(x^{2}+y^{2}\right)^{2}=a\left(x^{3}-3xy^{2}\right)}
та
{\displaystyle \left(x^{2}+y^{2}\right)^{2}=a\left(3x^{2}y-y^{3}\right)}
- 8-пелюсткова троянда (октофолій)

{\displaystyle \rho =a\cdot \cos 4\varphi \quad } або {\displaystyle \quad \rho =a\cdot \sin 4\varphi .}
Троянда з модулем k = 4; має 2k = 8 пелюсток, вершини яких є вершинами правильного восьмикутника. Має центр симетрії. 
В декартовій  системі координат крива має рівняння (косинус- та синус варіанти відповідно):
{\displaystyle \left(x^{2}+y^{2}\right)^{5}=a^{2}\left(x^{4}-6x^{2}y^{2}+y^{4}\right)^{2}}
and
{\displaystyle \left(x^{2}+y^{2}\right)^{5}=16a^{2}\left(xy^{3}-yx^{3}\right)^{2}}
- 5-пелюсткова троянда (пентафолій)

{\displaystyle \rho =a\cdot \cos 5\varphi \quad } або {\displaystyle \quad \rho =a\cdot \sin 5\varphi .}
Троянда з модулем k = 5; має k = 5 пелюсток, вершини яких є вершинами правильного п'ятикутника. 
В декартовій  системі координат крива має рівняння (косинус- та синус варіанти відповідно):
{\displaystyle \left(x^{2}+y^{2}\right)^{3}=a\left(x^{5}-10x^{3}y^{2}+5xy^{4}\right)}
та
{\displaystyle \left(x^{2}+y^{2}\right)^{3}=a\left(5x^{4}y-10x^{2}y^{3}+y^{5}\right)}.
- 12-пелюсткова троянда (додекафолій)

{\displaystyle \rho =a\cdot \cos 6\varphi \quad } або {\displaystyle \quad \rho =a\cdot \sin 6\varphi .}
Троянда з модулем k = 6; має 2k = 12 пелюсток, вершини яких є вершинами правильного 12-кутника. Має центр симетрії. 
В декартовій  системі координат крива має рівняння (косинус- та синус варіанти відповідно):
{\displaystyle \left(x^{2}+y^{2}\right)^{7}=a^{2}\left(x^{6}-15x^{4}y^{2}+15x^{2}y^{4}-y^{6}\right)^{2}}
та
{\displaystyle \left(x^{2}+y^{2}\right)^{7}=4a^{2}\left(3x^{5}y-10x^{3}y^{3}+3xy^{5}\right)^{2}}

### — раціональне число

Приклади троянд з раціональним модулем

### k{\displaystyle k}—раціональне число
- Приклади троянд {\displaystyle r=\cos(k\varphi )}з раціональним модулем {\displaystyle k={\tfrac {1}{2}},{\tfrac {1}{3}},{\tfrac {2}{3}},{\tfrac {3}{5}}}Якщо {\displaystyle k={\frac {p}{q}}>1} — нескоротний дріб, де {\displaystyle p} і {\displaystyle q} взаємно прості, кількість пелюсток троянди рівне {\displaystyle p}, якщо обидва числа непарні і {\displaystyle 2p}, якщо хоча б одне з них парне.
Пелюстки частково перекривають одна одну.

Якщо {\displaystyle p} непарне, а {\displaystyle q} парне, то троянди  {\displaystyle \rho =a\cdot \cos k\varphi \quad } та {\displaystyle \quad \rho =a\cdot \sin k\varphi } повністю збігаються.

#### Окремі випадки
- Пелюстка Дюрера [7] [8]

{\displaystyle \rho =a\cdot \cos \left({\frac {\varphi }{2}}\right)\quad } або {\displaystyle \quad \rho =a\cdot \sin \left({\frac {\varphi }{2}}\right)}
Троянда з модулем k = 1/2. Названа на честь німецького художника і гравера Альбрехта Дюрера.
Троянди, що задані рівняннями в косинус- або синус варіанті, повністю збігаються, незважаючи на те, що a cos(θ/2) ≠ a sin(θ/2).
 Рівняння кривої в декартовій системі координат:
{\displaystyle \left(x^{2}+y^{2}\right)\left(2\left(x^{2}+y^{2}\right)-a^{2}\right)^{2}=a^{4}x^{2}}
Пелюстка Дюрера є трисектрисою, тобто може бути використана для трисекції кутів.
- Равлик Паскаля (трисектриса)

Троянда 
{\displaystyle \rho =2a\cdot \cos \left({\frac {\varphi }{3}}\right)}
з модулем k = 1/3 є равликом Паскаля {\displaystyle \rho =a\cdot (1+2\cos \varphi )}.  Криві, задані цими рівняннями повністю ідентичні, але не збігаються в системі координат.
Крива має одну пелюстку з двома петлями.
Крива є трисектрисою, тобто може використовуватись для трисекції кутів.

### — ірраціональне число

Приклад троянди з ірраціональним модулем

### k{\displaystyle k}—ірраціональне число
- Приклад троянди {\displaystyle r=\cos(k\varphi )} з ірраціональним модулем {\displaystyle k=\pi ,\ 0\leq \varphi \leq 40\pi } При {\displaystyle k} ірраціональному пелюсток нескінченно багато; крива не є алгебричною, незамкнена і щільно заповнює круг радіусом  {\displaystyle a} і центром в початку координат.

### Симетрія
Троянда, що задана полярним рівнянням {\displaystyle \rho =a\cdot \cos k\varphi } при {\displaystyle k={\frac {p}{q}}} — раціональне число, симетрична відносно осі {\displaystyle Ox}. Також:
- Якщо {\displaystyle k} — парне натуральне число, то крива має {\displaystyle 2k} осей симетрії {\displaystyle y=\operatorname {tg} \left({\frac {\pi \cdot n}{2k}}\right)\cdot x\quad (n=0,1,...,2k-1)};
Полюс {\displaystyle O(0,0)} є центром  симетрії троянди.
- Якщо {\displaystyle p} та {\displaystyle q} непарні (зокрема, {\displaystyle k} — непарне натуральне число), то крива має {\displaystyle p} осей симетрії {\displaystyle y=\operatorname {tg} \left({\frac {\pi \cdot n}{k}}\right)\cdot x\quad (n=0,1,...,p-1)}, що проходять через вершину кожної пелюстки.
 Центру симетрії не має.
- Якщо {\displaystyle p} та {\displaystyle q} різної парности, то троянда має {\displaystyle 2p} осей симетрії:
 — {\displaystyle p} осей з рівнянням {\displaystyle y=\operatorname {tg} \left({\frac {\pi \cdot n}{k}}\right)\cdot x\quad (n=0,1,...,p-1)}, що проходять через протилежні вершини пелюсток;
 — {\displaystyle p} осей з рівнянням {\displaystyle y=\operatorname {ctg} \left({\frac {\pi \cdot n}{k}}\right)\cdot x\quad (n=0,1,...,p-1)}, які не проходять через вершини пелюсток. 
 Полюс {\displaystyle O(0,0)} є центром  симетрії троянди.

### Кінематичне та механічне утворення троянд
- При значеннях {\displaystyle k>1} троянда є гіпотрохоїдою, а при {\displaystyle k<1} — епітрохоїдою.[3]:стор.164

Троянда {\displaystyle \quad \rho =a\cdot \cos k\varphi } є гіпотрохоїдою, у якої радіус нерухомого кола дорівнює {\displaystyle R={\frac {a\cdot k}{k+1}}}, радіус твірного (рухомого) кола дорівнює {\displaystyle r={\frac {a\cdot (k-1)}{2(k+1)}}}, а відстань від твірної точки до центра рухомого кола дорівнює {\displaystyle {\frac {a}{2}}}. :стор.235
Також троянди є подерами епі- та гіпоциклоїд відносно центра їх нерухомого кола.:стор.164
- Нехай два рівних відрізка {\displaystyle OA} та {\displaystyle AM} довжиною {\displaystyle a} обертаються навколо точок {\displaystyle O} та {\displaystyle A} зі швидкостями, відношення яких дорівнює {\displaystyle {\frac {\omega _{OA}}{\omega _{AM}}}=p}. 
 Тоді траєкторією точки {\displaystyle M} буде троянда.
- Нехай два радіуси {\displaystyle OA} та {\displaystyle OB} деякого кола обертаються навколо точки {\displaystyle O} зі швидкостями, відношення яких дорівнює {\displaystyle {\frac {\omega _{OA}}{\omega _{OB}}}=p}. 
 Тоді, геометричним місцем підстав перпендикулярів, проведених з точки {\displaystyle A} на {\displaystyle OB} є троянда.[3]:стор.165

- Утворення троянди одним з кінематичних способів [10] Якщо деяка точка здійснює гармонічні коливання вздовж прямої, що обертається зі сталою кутовою швидкістю навколо нерухомої точки — центра коливань, то траекторією цієї точки буде троянда.[3]:стор.166